# Wyspy Cooka na Mistrzostwach Świata w Lekkoatletyce 2011
Wyspy Cooka na Mistrzostwach Świata w Lekkoatletyce 2011 reprezentowane były tylko przez jedną zawodniczkę.

## Występy reprezentantów Wyspy Cooka

### Kobiety

#### Konkurencje biegowe
| Konkurencja   | Zawodniczka   | Runda 1  | Runda 1 | Runda 2  | Runda 2 | Półfinał | Półfinał | Finał    | Finał   |
| Konkurencja   | Zawodniczka   | Rezultat | Pozycja | Rezultat | Pozycja | Rezultat | Pozycja  | Rezultat | Pozycja |
| ------------- | ------------- | -------- | ------- | -------- | ------- | -------- | -------- | -------- | ------- |
| Bieg na 100 m | Patricia Taea | 12.27 SB | 8 Q     | 12.62    | 54      |          |          |          |         |